# Kahta (district)
Kahta is een Turks district in de provincie Adıyaman en telt 115.658 inwoners (2007). Hoofdplaats is de gelijknamige plaats Kahta, gelegen aan de voet van de Nemrut Dağı.